# Max Truninger
Max Truninger (* 5. Dezember 1910 in Winterthur; † 23. September 1986 in Zürich, heimatberechtigt in Wiesendangen) war ein Schweizer Maler, Lithograf und Werbegrafiker. Sein Werk umfasst Malerei, Lithografie, Wandbilder, Glasmalerei, Textilkunst und Kunst am Bau.

## Leben und Werk
Max Truninger absolvierte eine Lehre als Gebrauchsgrafiker bei Orell Füssli und besuchte Abendkurse an der Kunstgewerbeschule Zürich. Dort lerne er die angehende Bildhauerin und Grafikerin Regina de Vries (1913–1985) kennen. Das Paar heiratete 1935. Zusammen hatten sie zwei Kinder.
Truninger widmete sich ab 1930 ganz der Malerei. 1935, 1937 und 1939 lebte er zu Studienzwecken längere Zeit in Paris. Wegen des Zweiten Weltkrieges musste er in die Schweiz zurückkehren. 1939 erhielt Truninger seinen ersten öffentlichen Auftrag, die Gestaltung eines Wandbilds für die Schweizerische Landessausstellung. Neben vielen anderen öffentlichen Aufträgen führte er 1943 das Wandbild «Die vier Künste» im Speisesaal des Wohlfahrtshauses der Maschinenfabrik Oerlikon aus. Neben seinen vielen Tafelbilder schuf er eine Reihe von einfachen, form- und farbsicheren Glasscheiben.
Truninger erhielt 1941 den Conrad-Ferdinand-Meyer-Preis, 1950 ein Eidgenössisches Kunststipendium und 1965 die Ehrengabe aus dem Kunstkredit des Kantons Zürich. Er war Mitglied der GSMBA und stellte seine Werke in zahlreichen Gruppenausstellungen aus, so im Kunsthaus Zürich, im Helmhaus Zürich, im Kunstmuseum Luzern und im Kunsthaus Glarus.
1956 stellte Truninger seine Werke zusammen mit Eugen Früh, Max Hegetschweiler, Max Gubler, Walter Jonas, Heinrich Müller und Henry Wabel, die zur Schule der «Zürcher Figurativen» gehörten, im Kunsthaus Zürich aus. Diese Gruppe um die genannten Künstler bildete einen Gegenpol zur Zürcher Schule der Konkreten. Max Truningers Gemälde wurden in seiner ersten grossen Ausstellung 1962 im Kunsthaus Zürich den Werken von Richard Paul Lohse gegenübergestellt.